# Anselmo Ramon
Anselmo Ramon Alves Erculano, genannt Anselmo Ramon, (* 12. Februar 1988 in Camaçari, Bahia) ist ein brasilianischer Fußballspieler.

## Karriere
Anselmo Ramon machte das erste Mal im Zuge des São Paulo Juniors Cup 2007 auf sich aufmerksam. Hier erzielte er für Baha sieben Tore. Der Cruzeiro EC sicherte daraufhin die Rechte an dem Spieler und verlieh diesen an verschiedene Vereine, u. a. nach Japan und Rumänien, um Spielpraxis zu erhalten.
Am 18. Mai 2011 kehrte er auf Wunsch des Trainers Cuca zurück um in der brasilianischen Meisterschaft mitzuspielen. In dem Jahr erzielte er in 25 Spielen 10 Tore. Aufgrund seiner guten Leistungen wurde sein Vertrag bis Ende 2016 verlängert.
Die Saison 2013 startete gut für ihn, als er in der Staatsmeisterschaft von Minas Gerais gegen den Lokalrivalen Atlético Mineiro ein Tor erzielte. Danach zeigte er allerdings schwankende Leistungen, wofür er sich starker Kritik durch die Fans ausgesetzt sah. In diesem Jahr, wo Cruzeiro seine dritte brasilianische Meisterschaft gewann, kam er in diesem Wettbewerb nur noch selten zum Einsatz. Ein zwischenzeitliches Angebot von Athletico Paranaense zum Erwerb von 40 Prozent seiner Transferrechte für drei Millionen Real lehnte seine Familie ab.
Am 8. Januar 2014 wurde er an Hangzhou Nabel Greentown in die Volksrepublik China ausgeliehen. Zur Saison 2015 wurde Ramon fest von Hangzhou übernommen. Nachdem der Kontrakt Anfang 2018 ausgelaufen war, wurde Ramon im April 2018 vom Guarani FC verpflichtet. Kurz nach Beginn der Série B 2019 wechselte Ramon zum Ligakonkurrenten EC Vitória. Im Dezember gab der Klub bekannt, den Vertrag mit ihm aufgrund seiner Gehaltsforderungen nicht für 2020 verlängern zu wollen. Indem Ramon im Januar 2020 einen Kontrakt bei Chapecoense unterzeichnete, blieb er der Liga treu. Ende Januar 2021 konnte Anselmo Ramon mit dem Klub die Série B 2020 gewinnen.
Im Januar 2022 wurde der Wechsel von Anselmo Ramon zum CRB bekannt. Der Kontrakt erhielt eine Laufzeit bis Jahresende.

## Erfolge
Cruzeiro EC
- Campeonato Brasileiro de Futebol: 2013

Avai
- Staatsmeisterschaft von Santa Catarina: 2010

CFR Cluj
- Rumänischer Meister: 2009/10
- Rumänischer Pokalsieger: 2010

Chapecoense
- Staatsmeisterschaft von Santa Catarina: 2020
- Série B: 2020

CRB
- Staatsmeisterschaft von Alagoas: 2022, 2023, 2024